# Torneo del Interior (1986-1995)
El Torneo del Interior fue un campeonato de fútbol de tercera división que se disputó entre 1986 y 1995, y agrupó, antes de la ronda final, a los clubes indirectamente afiliados a la AFA provenientes de las ligas regionales de las provincias de Argentina. En las rondas previas, el torneo clasificaba a doce ganadores, los que, junto a cuatro equipos directamente afiliados que participaban de la Primera B, disputaban la ronda final de los torneos zonales Noroeste y Sureste, los que otorgaban, cada uno, una plaza al Nacional B y, a partir de la segunda edición, la posibilidad de disputar el Torneo reducido por el segundo ascenso a la Primera División. No obstante, la primera edición clasificó a los trece ganadores al primer Nacional B, y las dos últimas establecieron a un campeón, que logró el ascenso directo.

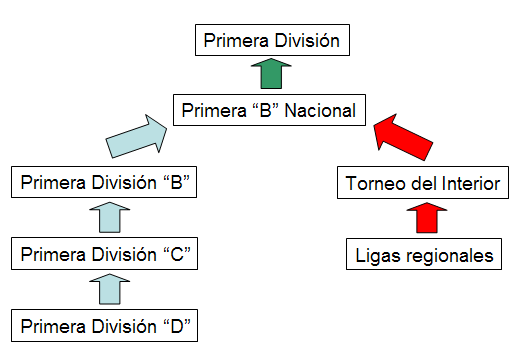
Ubicación del Torneo del Interior en la pirámide de categorías del fútbol argentino entre 1986 y 1995.

Fue antecesor del Torneo Argentino A y Federal A. Su nombre sería usado para el primer certamen de la quinta categoría para los indirectamente afiliados entre 2005 y 2014, luego reemplazado por el Torneo Federal C.

## Historia
En 1985, la AFA decidió cambiar la estructura de los campeonatos argentinos, y fue creada una nueva categoría de segundo nivel, el Campeonato Nacional B, tributario de la Primera División. A través de ese torneo, los clubes pertenecientes a las ligas regionales, que hasta entonces solo habían competido en la primera categoría como equipos invitados al Campeonato Nacional, y, excepcionalmente, en el Metropolitano por la Resolución 1309, pero que no participaban orgánicamente en las temporadas regulares, fueron incorporados al sistema de ascensos y descensos. El Torneo del Interior se constituyó, entonces, en la vía de acceso de dichos equipos a la segunda división.
Los ganadores de la primera edición ascendieron directamente al Nacional B, al igual que los campeones de las dos últimas. Los restantes equipos que ascendieron en las temporadas que fueron de 1986-87 a 1992-93, lo hicieron a través de los zonales que se disputaban con los equipos de la Primera B Metropolitana.
Además del ascenso a la B Nacional, una vez obtenido el mismo, los ganadores de los Torneos Zonales ingresaban a disputar un Torneo Reducido de Ascenso con los equipos que compitieron esa temporada en el Nacional B, sumando una posibilidad más de ascender, en este caso, a la Primera División. En esta última alternativa, hubo un único caso de que un equipo obtuvo el doble ascenso, cuando el Club Atlético San Martín de San Miguel de Tucumán, se quedó con el Torneo Reducido 1988.

## Formato
Tiene varias similitudes con su antecesor, el Torneo Regional: se dividía a los participantes en regiones, que a la vez dividía a sus equipos en grupos que se resolvían a eliminación directa y/o bajo el sistema de todos contra todos; los equipos relegados de la categoría superior volvían a su liga y debían ganar una plaza para competir en el torneo. A diferencia de su antecesor, consagraba 12 ganadores que disputaban los Torneos Zonales junto a 4 equipos por 2 ascensos. Este sistema de ascenso se utilizó en todas las temporadas con excepción de la temporada inaugural de 1986, que correspondió a la temporada de transición que sufrió el ascenso debido a la creación del Campeonato Nacional B, en donde los 12 ganadores fueron ascendidos al nuevo certamen; y en las últimas 2 ediciones se determinó un campeón, otorgando por primera vez un ascenso directo, pero eliminando la posibilidad de 2 ascensos que tenía con los Torneos Zonales. Además, entre 1987 y 1992, los ganadores de los Torneos Zonales ganaban el derecho a disputar el Torneo Reducido del Nacional B, por lo que fueron los primeros equipos de tercera categoría en tener la posibilidad de ascender a la máxima categoría.

## Palmarés
| Temporada       | Ganadores/Campeones | Ascensos                                                                         |
| --------------- | --- | -------------------------------------------------------------------------------- |
| 1986            | Belgrano Central Córdoba (SdE) Central Norte Chaco For Ever Cipolletti Atlético Concepción Deportivo Maipú Deportivo Mandiyú Douglas Haig Ferro (GP) Gimnasia y Esgrima (J) Guaraní Antonio Franco Unión (VK)   | Todos los equipos ganadores de zona                                              |
| 1986-87 Detalle | Atlético Tucumán San Martín (T) Sarmiento (R) Independiente Rivadavia Gimnasia y Esgrima (M) Atlético Sauce Estudiantes (RC) Argentino Oeste Grupo Universitario Colegiales (VM) Racing Club (T) Deportivo Roca | Atlético Tucumán (Ganó el Zonal Noroeste)                                        |
| 1987-88 Detalle | San Martín (T) Belgrano (P) Sarmiento (L) Güemes (SdE) Sarmiento (R) Talleres (P) Estación Quequén San Martín (M) Atl. Argentino (M) Argentinos del Sur Sol de Mayo Olimpo                                      | San Martín (T) (Ganó el Zonal Noroeste) Estación Quequén (Ganó el Zonal Sureste) |
| 1988-89 Detalle | Atlético de Rafaela Atlético Ledesma Juventud Antoniana Sarmiento (R) Estudiantes (RC) Guaraní Antonio Franco Olimpo Deportivo Norte Deportivo Palazzo Gaiman FC Alianza Futbolística Juventud Alianza          | Atlético de Rafaela (Ganó el Zonal Noroeste) Olimpo (Ganó el Zonal Sureste)      |
| 1989-90 Detalle | 9 de Julio (R) Mitre (SdE) Gimnasia y Tiro (S) Gimnasia y Esgrima (J) Sarmiento (C) San Martín (F) Fernández Oro Bancruz Argentino Oeste San Martín (SJ) Sportivo Estudiantes (SL) Aldosivi                     | No hubo                                                                          |
| 1990-91 Detalle | Gimnasia y Esgrima (J) Sarmiento (C) Gimnasia y Esgrima (CdU) Sportivo Guzmán Estudiantes (RC) Deportivo Galaxia San Martín (SJ) Gimnasia y Esgrima (M) Alvarado Olimpo All Boys (SR) Petroquimica              | San Martín (SJ) (Ganó el Zonal Sureste)                                          |
| 1991-92 Detalle | Gimnasia y Tiro (S) 9 de Julio (R) San Lorenzo (F) Unión Santiago Gimnasia y Esgrima (J) Central Río Segundo Belgrano (SN) Alvarado Huracán (SR) Huracán (SL) Cipolletti Huracán (CR)                           | Gimnasia y Tiro (S) (Ganó el Zonal Noroeste)                                     |
| 1992-93 Detalle | Gimnasia y Esgrima (J) Guaraní Antonio Franco Concepción FC Wanderer's (C) Unión Santiago San Martín (EB) Argentino Oeste Mercedes Ferro (GP) San Martín (SJ) Desamparados Germinal                             | Gimnasia y Esgrima (J) (Ganó el Zonal Noroeste)                                  |
| 1993-94 Detalle | Godoy Cruz | Godoy Cruz                                                                       |
| 1994-95 Detalle | San Martín (SJ) | San Martín (SJ)                                                                  |

## Ascensos por equipo
| Equipo                 | Ascensos |
| ---------------------- | -------- |
| Gimnasia y Esgrima (J) | 2        |
| San Martín (SJ)        | 2        |
| Atlético Concepción    | 1        |
| Atlético de Rafaela    | 1        |
| Atlético Tucumán       | 1        |
| Belgrano (C)           | 1        |
| Central Córdoba (SdE)  | 1        |
| Central Norte (S)      | 1        |
| Chaco For Ever         | 1        |
| Cipolletti             | 1        |
| Deportivo Maipú        | 1        |
| Deportivo Mandiyú      | 1        |
| Douglas Haig           | 1        |
| Estación Quequén       | 1        |
| Ferro (GP)             | 1        |
| Gimnasia y Tiro (S)    | 1        |
| Godoy Cruz             | 1        |
| Guaraní Antonio Franco | 1        |
| Olimpo                 | 1        |
| San Martín (T)         | 1        |
| Unión (VK)             | 1        |

## Torneos zonales

### Ganadores
| Año  | Zonal Noroeste         | Zonal Sureste    |
| ---- | ---------------------- | ---------------- |
| 1987 | Atlético Tucumán       | Almirante Brown  |
| 1988 | San Martín (T)         | Estación Quequén |
| 1989 | Atlético de Rafaela    | Olimpo           |
| 1990 | Deportivo Laferrere    | Atlanta          |
| 1991 | Nueva Chicago          | San Martín (SJ)  |
| 1992 | Gimnasia y Tiro (S)    | Arsenal          |
| 1993 | Gimnasia y Esgrima (J) | Sarmiento (J)    |

### Distribución geográfica de los equipos participantes
En las distintas ediciones de los zonales participó un total de ochenta equipos.
| Región                                   | Cant. | Equipos |
| ---------------------------------------- | ----- | --- |
| Ciudad de Buenos Aires                   | 3     | All Boys, Atlanta, Nueva Chicago |
| Conurbano bonaerense                     | 11    | Almagro, Almirante Brown, Arsenal, Chacarita Juniors, Deportivo Laferrere, Deportivo Morón, Dock Sud, El Porvenir, Estudiantes (BA), Los Andes, San Miguel |
| Interior de la provincia de Buenos Aires | 10    | Aldosivi, Alvarado, Argentino Oeste, Belgrano (SN), Deportivo Norte, Estación Quequén, Grupo Universitario, Olimpo, Sarmiento (J), Villa Dálmine           |
| Provincia de Catamarca                   | 2     | San Martín (EB), Sarmiento |
| Provincia del Chaco                      | 1     | Sarmiento (R) |
| Provincia del Chubut                     | 7     | Argentino del Sud, Gaiman, Germinal, Huracán (CR), Petroquímica, Próspero Palazzo, Racing (T)                                                              |
| Provincia de Córdoba                     | 4     | Central Río Segundo, Estudiantes (RC), Sarmiento (L),Argentino Peñarol                                                                                     |
| Provincia de Entre Ríos                  | 3     | Atlético Sauce, Belgrano (P), Gimnasia y Esgrima (CdU) |
| Provincia de Formosa                     | 2     | San Martín, San Lorenzo |
| Provincia de Jujuy                       | 3     | Atlético Ledesma, Gimnasia y Esgrima), Talleres (P) |
| Provincia de La Pampa                    | 2     | All Boys (SR), Ferro Carril Oeste (GP) |
| Provincia de Mendoza                     | 5     | Atlético Argentino, Gimnasia y Esgrima, Huracán (SR), Independiente Rivadavia, San Martín                                                                  |
| Provincia de Misiones                    | 4     | Galaxia, Guaraní Antonio Franco, Mercedes, Wanderers |
| Provincia de Río Negro                   | 4     | Cipolletti, Fernández Oro, Deportivo Roca, Sol de Mayo |
| Provincia de Salta                       | 2     | Gimnasia y Tiro, Juventud Antoniana |
| Provincia de San Juan                    | 3     | Atlético de la Juventud Alianza, Desamparados, San Martín                                                                                                  |
| Provincia de San Luis                    | 4     | Alianza Futbolística, Colegiales, Sportivo Estudiantes, Huracán                                                                                            |
| Provincia de Santa Cruz                  | 1     | Bancruz |
| Provincia de Santa Fe                    | 3     | 9 de Julio (R), Atlético de Rafaela, Central Córdoba (R)                                                                                                   |
| Provincia de Santiago del Estero         | 3     | Güemes, Mitre, Unión Santiago |
| Provincia de Tucumán                     | 4     | Atlético Tucumán, Concepción FC, San Martín, Sportivo Guzmán                                                                                               |